# Philoscia gracilior
Philoscia gracilior is een pissebed uit de familie Philosciidae. De wetenschappelijke naam van de soort is voor het eerst geldig gepubliceerd in 1944 door Paulian de Felice.